# Netfilter
O netfilter é um módulo que fornece ao sistema operacional Linux as funções de firewall, NAT e log dos dados que trafegam por rede de computadores. 
iptables é o nome da ferramenta do espaço do usuário que permite a criação de regras de firewall e NATs. Apesar de, tecnicamente, o iptables ser apenas uma ferramenta que controla o módulo netfilter, o nome "iptables" é frequentemente utilizado como referência ao conjunto completo de funcionalidades do netfilter. O iptables é parte de todas as distribuições modernas do Linux.

## Características do firewall iptables

Flow of network packets through Netfilter

- Especificação de portas/endereço de origem/destino
- Suporte a protocolos TCP/UDP/ICMP (incluindo tipos de mensagens icmp)
- Suporte a interfaces de origem/destino de pacotes
- Manipula serviços de proxy na rede
- Tratamento de tráfego dividido em chains (para melhor controle do tráfego que entra/sai da máquina e tráfego redirecionado.
- Permite um número ilimitado de regras por chain
- Muito rápido, estável e seguro
- Possui mecanismos internos para rejeitar automaticamente pacotes duvidosos ou mal formados.
- Suporte a módulos externos para expansão das funcionalidades padrões oferecidas pelo código de firewall
- Suporte completo a roteamento de pacotes, tratadas em uma área diferente de tráfegos padrões.
- Suporte a especificação de tipo de serviço para priorizar o tráfego de determinados tipos de pacotes.
- Permite especificar exceções para as regras ou parte das regras
- Suporte a detecção de fragmentos
- Permite enviar alertas personalizados ao syslog sobre o tráfego aceito/bloqueado.
- Redirecionamento de portas
- Masquerading
- Suporte a SNAT (modificação do endereço de origem das máquinas para um único IP ou faixa de IP's).
- Suporte a DNAT (modificação do endereço de destino das máquinas para um único IP ou faixa de IP's)
- Contagem de pacotes que atravessaram uma interface/regra
- Limitação de passagem de pacotes/conferência de regra (muito útil para criar proteções contra, syn flood, ping flood, DoS, etc).